# Giuseppe Spina

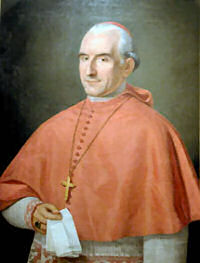
Giuseppe Kardinal Spina

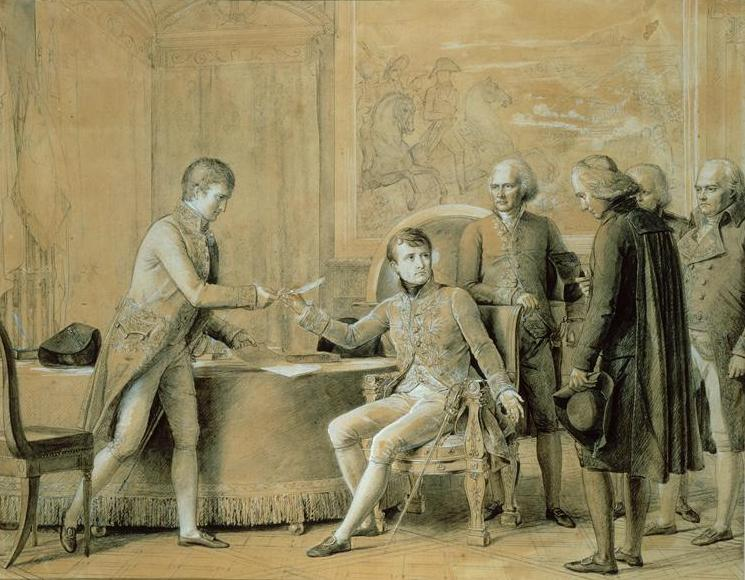
Unterzeichnung des Konkordats von 1801: Joseph Bonaparte, Napoleon, Jean-Étienne-Marie Portalis, Giuseppe Spina u. a. (Gemälde von François Gérard)

 Giuseppe Spina  (* 11. März 1756 in Sarzana, Italien; † 13. November 1828 in Rom) war ein italienischer römisch-katholischer Geistlicher, Bischof und    Kardinal der Römischen Kirche.

## Leben
Giuseppe Spina studierte in Pisa die Fächer Katholische Theologie und Rechtswissenschaften. Er promovierte 1780 sowohl in Kanonischem Recht als auch im Zivilrecht und arbeitete anschließend mehrere Jahre als Jurist. Am 13. November 1796 empfing er das Sakrament der Priesterweihe und wurde päpstlicher Hausprälat. Er nahm verschiedene Aufgaben in der Präfektur des Apostolischen Palastes und beim Tribunal der Apostolischen Signatur wahr. Spina begleitete Papst Pius VI. nach Frankreich, der ihn am 10. Juni 1798 zum Titularerzbischof von Korinth ernannte. Die Bischofsweihe empfing Spina am 21. Oktober 1789 in Florenz im Beisein des Papstes durch Francisco Antonio de Lorenzana y Butrón, dem Erzbischof von Toledo; Mitkonsekratoren waren Antonio Maria Odescalchi, Nuntius in der Toskana, und Fabrizio Salvi, Bischof von Grosseto. Spina spendete Papst Pius VI. kurz vor dessen Tod die Sterbesakramente.
Papst Pius VII. kreierte Spina im Konsistorium vom 23. Februar 1801 zum Kardinal in pectore. Die öffentliche Bekanntmachung erfolgte im Konsistorium vom 29. März 1802. Ihm wurde als Titelkirche Sant’Agnese fuori le mura zugewiesen. Am 24. März 1802 wurde Giuseppe Kardinal Spina zum Erzbischof des Erzbistums Genua ernannt, das er bis zum 13. Dezember 1816 leitete. Am 21. Februar 1820 wurde er zum Kardinalbischof des suburbikarischen Bistums Palestrina erhoben. In den folgenden Jahren vertrat er als päpstlicher Legat den heiligen Stuhl bei mehreren Anlässen, so 1822 beim Kongress in Laibach und 1823 beim Kongress in Verona. Spina nahm am Konklave des Jahres 1823 teil und wurde ein Jahr darauf von Papst Leo XII. zum Präfekten des obersten Gerichtshofs der Apostolischen Signatur ernannt. Giuseppe Kardinal Spina starb am 13. November 1828 in Rom und wurde in der Kathedrale von Palestrina bestattet.
Besondere Bedeutung hatte er als Delegierter des Papstes bei den Verhandlungen zum Konkordat von 1801, in dem die französische Regierung unter dem ersten Konsul Napoléon Bonaparte die katholische Kirche wieder in Frankreich zuließ.